# Fantasma de Pepper

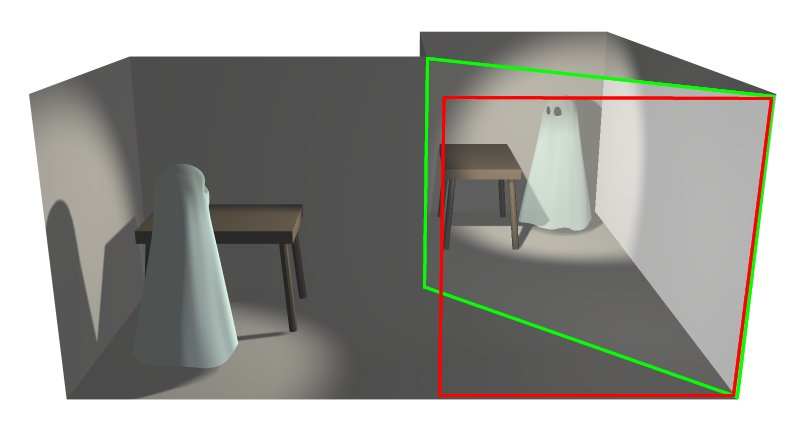
Un espectador que esté mirando al escenario(área comprendida en el rectángulo rojo) lo que verá será un fantasma flotando cerca de la mesa. La ilusión se consigue con la colocación de una gran lámina de cristal, plexiglas o film plástico transparente puesta en un ángulo de 45° (rectángulo verde) entre el espectador y la escena. La lámina entonces reflejará una habitación escondida (izquierda), llamada "blue room", que es una réplica exacta del escenario.

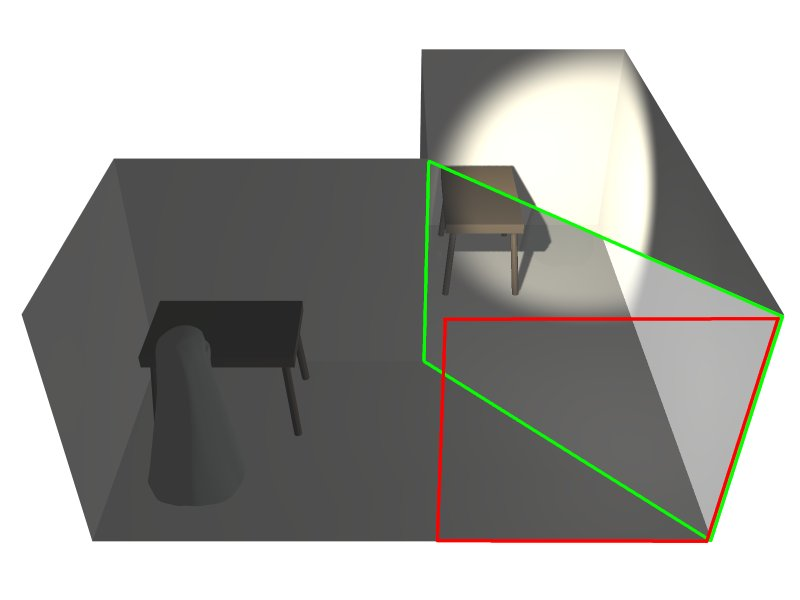
Si la habitación oculta(izq.) está oscura y el escenario muy iluminado no se reflejará en el cristal y el espectador sólo verá el escenario.

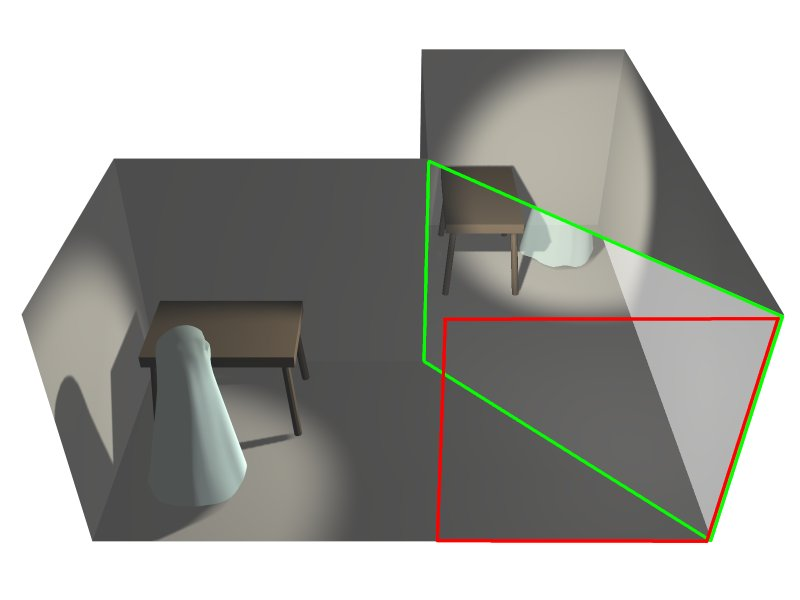
Cuando en la habitación oculta se va aumentando la luz y en el escenario se atenúa, la habitación se reflejará en el cristal y dará la sensación de que el fantasma surge de la nada.

El fantasma de Pepper (del inglés: Pepper's ghost) es una técnica de ilusionismo utilizada en teatro, trucos de magia y atracciones como la casa del terror. El nombre le viene dado por John Henry Pepper, un científico que popularizó el efecto en una famosa representación del año 1862.
En realidad, la técnica es conocida desde el siglo XVI cuando fue ideada por el investigador, filósofo y alquimista Giovanni Battista della Porta, pudiendo considerarse este efecto como uno de los primeros pasos hacia el invento del cine.
En la actualidad el fantasma de Pepper sigue siendo ampliamente utilizado.

## Técnica
El truco básico consiste en un escenario que es dividido en dos habitaciones, una habitación que el público puede ver y una segunda al lado de la principal que permanece oculta a los espectadores. Esta habitación se denomina "blue room". Entre las dos habitaciones se coloca una lámina de cristal, plexiglas o film transparente en un ángulo idóneo para que la blue room se refleje ante los espectadores. Por lo general esto se consigue con la blue room justo al lado de la habitación principal y la lámina sobre el escenario rotada sobre su eje vertical en un ángulo de 45°. Lo más importante es que el cristal resulte tan invisible como sea posible por lo que normalmente se simula su borde inferior decorándolo como el suelo del escenario y se asegura que ninguna luz se reflejan en la lámina.   
Cuando las luces son brillantes en la habitación principal y la blue room está a oscuras ninguna imagen se refleja en la lámina y sólo se verá el escenario. Pero si se va incrementando la luz de la blue room al tiempo que se disminuye la de la habitación principal, el reflejo comenzará a hacerse visible y lo que haya en la habitación oculta parecerá que empieza a materializarse en el aire ante los ojos de los espectadores. Una variación habitual del truco es el uso de dos blue rooms, una detrás del cristal y la otra a un lado las cuales se pueden volver visibles o invisibles alternando sus iluminaciones.
La habitación oculta puede ser una imagen especular de la habitación principal lo que provoca que la imagen reflejada coincida perfectamente con la habitación principal. Esto es especialmente útil cuando se desea que los objetos aparezcan o desaparezcan. 
Este efecto también puede ser utilizado para que una objeto o persona reflejado en el cristal se transforme en lo que haya detrás del cristal o viceversa lográndose con ello un efecto de morphing. Incluso, la blue room puede pintarse toda de negro con simplemente algunos objetos dibujados de colores brillantes en las paredes. En este caso, cuando la luz aumenta, sólo los colores brillantes reflejarán la luz y comenzarán a aparecer fantasmales objetos traslucidos en el escenario que darán la sensación de flotar en el aire.  
En las Casas encantadas de Disneyland, Walt Disney World Resort y Tokyo Disneyland, el cristal está en vertical con relación al público y los objetos animados se mueven por encima y por debajo del espectador para crear un efecto tridimensional. Así, "fantasmas" traslucidos parecen danzar por la sala interactuando con los objetos del escenario. Las apariciones se materializan o desaparecen cuando las luces de las animaciones se encienden o se apagan. 

## Historia
Giovanni Battista della Porta fue un filósofo, alquimista, comediógrafo e investigador italiano del siglo XVI a quien se le atribuyen diversas innovaciones científicas incluyendo la invención de la cámara oscura. En su libro de 1584 "Magia Naturalis" se incluye una obra con el título: "Cómo podemos ver en una habitación cosas que no están" el cual es la primera descripción del efecto del Fantasma de Pepper.
En 1862 el inventor Henry Dircks desarrolló el phantasmagoria, un efecto visual que conseguía hacer aparecer fantasmas en el escenario. Dircks trató de vender su idea a los teatros pero fracasó pues su sistema requería la transformación completa de los teatros, pero el coste de implementación era demasiado alto. A finales de ese año Dircks conoció a John Henry Pepper, científico e inventor, quien se percató de que el sistema podía ser fácilmente modificado para hacer la instalación en los teatros mucho más sencilla.  

La primera vez que se mostró el efecto fue durante una escena de la obra Haunted Man de Charles Dickens, con un gran éxito. La instalación que hizo Peppers ligó su nombre al del efecto de un modo permanente y a pesar de que intentó en multitud de ocasiones dar el crédito de la idea a Dircks, el nombre de "Fantasma de Pepper" perduraría. De todos modos, la relación entre ellos siempre fue amigable.

## Algunos usos actuales
El uso más extendido que se hace del Fantasma de Pepper en la actualidad es en las casas del terror de los parques de atracciones de todo el mundo. Por ejemplo en la nueva atracción Hogwarts Express de la Universal Studios Florida, el público que aún espera en la cola ve "desaparecer" a los que van accediendo a la sala a través del "Andén 9 3/4". 
También museos y centros culturales se aprovechan del uso del Fantasma de Pepper como en el poblado escocés patrimonio de la humanidad, New Lanark, donde se "aparece" el fantasma de Annie Mcleod, en el Wimbledon Lawn Tennis Museum donde se es recibido por John McEnroe, en el Manchester United Museum que está Sir Alex Ferguson o en el Palacio de Blenheim que por sus pasillos se pasean el fantasma del octavo duque de Blenheim y el fantasma de Sarah quien porta un candelabro en la mano y hasta atraviesa los muros.
Los teleprónteres también podían considerarse un variación del Fantasma de Pepper pues se utiliza su principio para reflejar discursos o guiones que resultan invisibles para el espectador.
El mundo de la música también usa el efecto de Pepper como en el caso de la entrega de los premios Grammy de 2006 donde Madonna actuó en directo con los miembros virtuales del grupo Gorillaz.
Otros ejemplos son la actuación de Dr. Dre y Snoop Dogg en el Festival de Música y Artes de Coachella Valley de 2012 en el que ambos compartieron escenario con el rapero fallecido Tupac Shakur.
Y más recientemente, el 18 de mayo de 2014, durante los Billboard Music Award y haciendo uso del efecto, el fallecido Michael Jackson junto a otros bailarines interpretaron el tema «Slave to the Rhythm» de su álbum póstumo Xscape.